# Polski Komitet Narodowy ds. Współpracy z Międzynarodową Unią Historii Nauki i Filozofii Nauki
Polski Komitet Narodowy ds. Współpracy z Międzynarodową Unią Historii i Filozofii Nauki/Oddział Historii Nauki i Techniki - ciało kolegialne, wybierane na czteroletnią kadencję w tajnych wyborach spośród pracowników nauki posiadających co najmniej stopień naukowy doktora habilitowanego. W praktyce skład osobowy Polskiego Komitetu Narodowego pokrywa się ze składem Komitetu Historii Nauki i Techniki Polskiej Akademii Nauk. 
Międzynarodowa Unia Historii i Filozofii Nauki nosi ogólnie przyjętą angielską nazwę: International Union of History and Philosophy of Science (IUHPS). Organizacja ta powstała w 1956 roku z połączenia istniejącej od 1947 roku Międzynarodowej Unii Historii Nauki (IUHS) z utworzoną w 1949 roku Międzynarodową Unią Filozofii Nauki (IUPS). W tym samym roku Polski Komitet Narodowy został przyjęty w poczet członków tej nowo powstałej organizacji. Obecnie IUHPS składa się z dwóch Oddziałów: Historii Nauki i Techniki (Division of History of Science and Technology) oraz Logiki, Metodologii i Filozofii Nauki (Division of Logic, Methodology and Philosophy of Science). 
IUHPS jest jednym z 26 międzynarodowych stowarzyszeń naukowych, tworzących wspólnie International Council of Scientific Unions (ICSU), czyli Międzynarodową Radę Unii Naukowych, która powstała w 1931 roku.
Polski Komitet Narodowy ds. Współpracy z IUHPS/DHST jest jednym z 49 tzw. National Members, czyli narodowych przedstawicielstw, wchodzących w skład Oddziału Historii Nauki i Techniki (DHST). Poza tym w skład Oddziału wchodzi 19 międzynarodowych komisji problemowych i 3 niezależne sekcje naukowe. Najwyższą władzę Oddziału stanowi Walne Zgromadzenie, które zbiera się podczas organizowanych co cztery lata Międzynarodowych Kongresów Historii Nauki i Techniki. Walne Zgromadzenie wybiera i powołuje członków zarządu na kolejną kadencję, przyjmuje sprawozdania i pełni funkcje kontrolne.